# Reverchon Industries
Reverchon, est une entreprise familiale française, de construction d'attractions depuis 1927. L'entreprise est spécialisée dans la fabrication de montagnes russes.

## Historique

### Les débuts
En 1927, Gaston Reverchon, alors âgé de 26 ans est déjà un carrossier expérimenté. Il a déjà travaillé pour Renault, puis pour Binder. Alors que l'économie automobile montre quelques signes de faiblesse, il décide de créer des carrosseries pour des véhicules bien singuliers : des autos-tamponneuses. Ces réalisations sont alors équipées des moindres détails semblables à l'automobile (ailes, radiateur, phares et sièges confortables) ce qui constitue une grande révolution puisqu'elles n'étaient jusque-là composées quasiment que d'une planche de bois, de roues et d'un volant. Les forains apprécient la qualité des créations et lui commandent de plus en plus de pièces. À cette époque il fabrique une voiture par semaine avec l'aide de trois ouvriers et de sa femme.
En 1937, il développe un autre type de manège nommé Télécombat, un manège tournant d'avions militaires. En 1947 il innove encore avec le manège tournant Bobsleigh. Le fils aîné de Gaston, Michel, alors âgé de 17 ans, rejoint l'entreprise. Il sera suivi par son frère Christian quelques années plus tard.
Ils créent alors un site de production en 1950 à Samois-sur-Seine près de Fontainebleau, l'atelier de Gentilly étant devenu trop petit. Ils ne fabriquent pas que la carrosserie, mais l'auto entière. La Seconde Guerre mondiale stoppera la production et il faudra attendre les années 1950 et le retour au calme pour que la fabrication reprenne. Les deux fils se spécialisent, Michel en tant que designer et Christian comme technicien. La gamme des manèges présentés est alors étendue.
L'entreprise renommée « Gaston Reverchon et ses fils » prospère. Les classiques du constructeur sont améliorés et les nouvelles inventions (notamment par les fils de Gaston) sont percutantes. En 1956, ils sont les premiers à utiliser le polyester dans le domaine de la carrosserie. Le Télécombat et le Bobsleigh sont améliorés et en 1955, le premier pavillon d'auto-tamponneuses métallique est présenté.

### L'Amérique
En 1973, l'entreprise tente de conquérir l'Amérique. Christian Reverchon se rend à Chicago afin de présenter les dernières créations, Himalaya et Paratrooper. L'esthétique et le concept des attractions plaisent, seule fausse note, le temps de montage. Les attractions faites pour les forains et amenées à être déplacées, doivent pouvoir être montées et démontées rapidement, ce qui n'est pas le cas de ces modèles.
La production est plus active que jamais, près de 270 ouvriers sont alors employés et fabriquent plus de deux mille voitures et une cinquantaine de manèges par an. Malheureusement, une deuxième crise économique arrive et se fait ressentir à nouveau dans l'entreprise.
En 1974, Gaston Reverchon est nommé chevalier dans l'ordre national du Mérite pour « son action remarquable au service de l'industrie en France et dans le monde ». Il reçoit sa décoration le 8 mars 1975 à la mairie de Samois-sur-Seine. La croix et le diplôme lui sont remis par Pierre Bourgeois, membre du conseil municipal, sur dérogation de l'amiral Georges Cabanier, grand chancelier de la Légion d'honneur.
En 1976, l'entreprise crée ses premières bûches pour le parc d'attractions français Bagatelle. Cette attraction va devenir un produit phare de la marque, au même titre que les autos-tamponneuses. Christian a tiré les leçons de son expérience en Amérique et présente en 1978 le premier pavillon d'autos-tamponneuses à montage hydraulique, qui permet l'installation du manège par une seule personne (au lieu de six auparavant).
En 1987, Mirapolis ouvre ses portes ainsi que l'attraction de type parcours scénique suspendu Gargantua. Reverchon est le constructeur du système de transport de ce dernier,. Le parc avait d'abord fait appel à l'entreprise Mack Rides qui n'a pas pu répondre à ses attentes.

## La division de la société
Gaston Reverchon meurt en 1982 à l'âge de 81 ans, suivi de son épouse deux semaines plus tard. Cet évènement marque un tournant majeur dans l'entreprise. Huit ans plus tard, en 1990, l'entreprise est divisée en deux firmes : Reverchon International Design et Reverchon Industrie France, dirigées respectivement par Michel (1926-2013) puis par son fils Philippe, et par Christian remplacé par son fils Gilles.

### Reverchon International Design
La société, qui a récupéré la production liée aux autos-tamponneuses a souvent été précurseur. Voici quelques-unes des améliorations qu'elle leur a apportées au fil des années :
- 1953 - Châssis en acier.
- 1956 - Le polyester remplace l'acier de la carrosserie.
- 1963 - Apparition du système de jetons pour les versions foraines.
- 1974 - Mise en place de repose-tête, amélioration de la sécurité de l'attraction, nouveau système d'alimentation par le sol.

Le 24 juin 1997, la firme fête sa 100000e auto-tamponneuse et également les 70 ans de l'entreprise. Cette année-là également, l'usine subira un grave incendie.
L'entreprise a gardé son caractère familial puisque le fils de Michel Reverchon, Philippe, accompagné de sa femme Isabelle, ont travaillé jusqu'en 2008 dans l'entreprise. On doit à Isabelle Reverchon le design des modèles Space, Cobra, Furyo, Karma, Alma, Profiler et Quad.
En octobre 2002, l'entreprise est placée une première fois en liquidation judiciaire. Le 25 mars 2008, l'entreprise est à nouveau en liquidation et fait faillite. Reverchon International Design a cessé toute activité.
Nota : ex-centrale d'achat de Reverchon International Design, la société Dodgem Parts for Reverchon (D.P.R.) est aujourd'hui gérée par Isabelle et Philippe Reverchon. Elle se consacre à la réalisation d'auto-tamponneuses et de pièces détachées. En 2011, un nouveau modèle d'auto voit le jour, la I-Car. L'entreprise est située à Saint-Agnan, en Bourgogne.

### Reverchon Industries France
En 1996, le premier circuit de montagnes russes a été présenté par la firme. Il s'agissait de montagnes russes tournoyantes. L'attraction fut un réel succès et on compte aujourd'hui plus de 80 attractions de ce type dans le monde. En 2000, sort le Gliding Coaster (montagnes russes suspendues).
L'année 2002 a été difficile pour toutes les entreprises travaillant dans le monde du loisirs et Reverchon comme beaucoup d'autres constructeurs sur le plan international a subi les répercussions du 11 septembre 2001. En effet, Disney et beaucoup d'autres parcs aux Etats Unis ont du fermer plusieurs jours à la suite de ces attentats. Néanmoins l'entreprise à su se renouveler et continuer à developper le marché européen.
La société Reverchon Industrie France est devenue aujourd'hui Reverchon. Sa filiale SAMC-Avia continue cependant à fabriquer des manèges sous la marque Reverchon jusqu'à aujourd'hui.
- Modèles de montagnes russes et réalisations :

Flume Ride, Gliding Coaster, Himalaya, Spinning Raft, Spinning Coaster et Compact Spinning Coaster, Steel Coaster, Télécombat.
- Historique des lieux d'implantation des montagnes russes tournoyantes et des montagnes russes en métal :

| Nom de l’attraction | Année | Type                      | Parc                           | Pays        |
| ------------------- | ----- | ------------------------- | ------------------------------ | ----------- |
| Crazy Mouse         | 2007  | Tournoyantes              | Wild West World                | États-Unis  |
| Dizzy Mouse         | 1998  | Tournoyantes              | Prater de Vienne               | Autriche    |
| Exterminator        | 1999  | Tournoyantes              | Kennywood                      | États-Unis  |
| Fantasy Mouse       | 2000  | Tournoyantes              | Fantasy Island                 | Royaume-Uni |
| Flagermusen         | 2001  | Tournoyantes              | Fårup Sommerland               | Danemark    |
| Gold Mine           | 2007  | Montagnes russes en métal | Pirat' Parc                    | France      |
| Papillons d'Alice   | 2002  | Tournoyantes              | Jardin d'acclimatation (Paris) | France      |
| Primeval Whirl      | 2001  | Tournoyantes              | Disney's Animal Kingdom        | États-Unis  |
| Famous Jack         | 2006  | Tournoyantes              | Parc Bagatelle                 | France      |
| Speed Mouse         | 2006  | Tournoyantes              | Fami P.A.R.C                   | France      |
| Spin Mouse          | 1998  | Tournoyantes              | Mitsui Greenland               | Japon       |
| Tigre de Sibérie    | 1990  | Métal                     | Le Pal                         | France      |
| Twister             | 2001  | Tournoyantes              | Lightwater Valley              | Royaume-Uni |
| Wild Mouse          | 2006  | Tournoyantes              | Plopsa Coo                     | Belgique    |

| Name                                                     | Model                             | Park                                                  | Country        | Opened                         | Status    | Ref                         |
| -------------------------------------------------------- | --------------------------------- | ----------------------------------------------------- | -------------- | ------------------------------ | --------- | --------------------------- |
| Tigre de Sibérie Formerly Grand 8                        | Custom Coaster                    | Le Pal                                                | France         | 1990                           | Operating | [ 11 ]                      |
| Wall's Twister Ride                                      | Spinning Coaster                  | West Midland Safari Park                              | United Kingdom | 1998                           | Operating | [ 12 ]                      |
| Crazy Mouse                                              | Spinning Coaster                  | South Pier                                            | United Kingdom | 1998                           | (no)      | [ 13 ]                      |
| Dizzy Mouse                                              | Spinning Coaster                  | Wiener Prater                                         | Austria        | 1998                           | Operating | [ 14 ]                      |
| Spinning Coaster                                         | Spinning Coaster                  | Yokohama Cosmoworld                                   | Japan          | 1998                           | Operating | [ 15 ]                      |
| Crazy Mouse                                              | Spinning Coaster                  | Hirakata Park                                         | Japan          | 1998                           | Operating | [ 16 ]                      |
| Spin Mouse                                               | Spinning Coaster                  | Greenland                                             | Japan          | 1998                           | Operating | [ 17 ]                      |
| Crazy Mouse                                              | Spinning Coaster                  | Steel Pier Dinosaur Beach                             | United States  | 1999 1997 to 1998              | Operating | [ 18 ] [ 19 ]               |
| Exterminator                                             | Spinning Coaster                  | Kennywood                                             | United States  | 1999                           | Operating | [ 20 ]                      |
| Roller Boom                                              | Spinning Coaster                  | Fiabilandia                                           | Italy          | 2000                           | (no)      | [ 21 ]                      |
| Crazy Mouse                                              | Spinning Coaster                  | Brighton Pier                                         | United Kingdom | 2000                           | Operating | [ 22 ]                      |
| Crazy Mouse                                              | Spinning Coaster                  | Motor World                                           | United States  | 2000                           | (no)      | [ 23 ]                      |
| Twister Formerly Treetop Twister                         | Spinning Coaster                  | Lightwater Valley                                     | United Kingdom | 2001                           | (no)      | [ 24 ]                      |
| Crazy Mouse                                              | Spinning Coaster                  | Magic World                                           | Italy          | 2001                           | (no)      | [ 25 ]                      |
| Flagermusen                                              | Spinning Coaster                  | Fårup Sommerland                                      | Denmark        | 2001                           | Operating | [ 26 ]                      |
| Crazy Mouse                                              | Spinning Coaster                  | Allou Fun Park                                        | Greece         | 2002                           | (no)      | [ 27 ]                      |
| Souris Mécaniques Formerly Papillons d'Alice             | Junior Spinning Coaster           | Jardin d'Acclimatation                                | France         | 2002                           | Operating | [ 28 ]                      |
| Primeval Whirl                                           | Spinning Coaster                  | Disney's Animal Kingdom                               | United States  | 2002                           | (no)      | [ 29 ] [ 30 ]               |
| Magic Mouse                                              | Spinning Coaster                  | Fantasia Luna Park Funland Park                       | Greece         | 2003 1998 to 2003              | (no)      | [ 31 ] [ 32 ]               |
| Crazy Mouse                                              | Spinning Coaster                  | DelGrosso's Amusement Park                            | United States  | 2004                           | Operating | [ 33 ]                      |
| Famous Jack Formerly Ragondingue Formerly Mouse Trap     | Spinning Coaster                  | Bagatelle Pleasurewood Hills                          | France         | 2006 2000 to 2005              | Operating | [ 34 ] [ 35 ] [ 36 ]        |
| Speed Mouse                                              | Spinning Coaster                  | Fami P.A.R.C                                          | France         | 2006                           | (no)      | [ 37 ]                      |
| Wild Mouse                                               | Spinning Coaster                  | Plopsa Coo                                            | Belgium        | 2006                           | (no)      | [ 38 ]                      |
| Magic Mouse                                              | Spinning Coaster                  | Brean Theme Park                                      | United Kingdom | 2007                           | Operating | [ 39 ]                      |
| Bukkerittet Formerly Crazy Mouse                         | Spinning Coaster                  | Kongeparken Wild West World Myrtle Beach Grand Prix   | Norway         | 2008 2007 1999 to 2006         | Operating | [ 40 ] [ 41 ] [ 42 ]        |
| Gold Mine                                                | Custom Coaster                    | Pirat' Parc                                           | France         | 2008                           | Operating | [ 43 ]                      |
| Crazy Mouse                                              | Spinning Coaster                  | Lunapark Fréjus                                       | France         | 2009                           | Operating | [ 44 ]                      |
| Crazy Mouse                                              | Spinning Coaster                  | Dreamland Brean Theme Park                            | United Kingdom | 2015 2002 to 2006              | (no)      | [ 45 ] [ 46 ] [ 47 ]        |
| Crazy Mouse                                              | Compact Spinning Coaster          | Coney Beach Pleasure Park Bundoran Adventure Park     | United Kingdom | 2016 2014                      | (no)      | [ 48 ] [ 49 ]               |
| Boulets de Canon                                         | Junior Spinning Coaster           | Kid Parc                                              | France         | 2016                           | Operating | [ 50 ]                      |
| Fantasy Mouse                                            | Spinning Coaster                  | Fantasy Island                                        | United Kingdom | 2017                           | (no)      | [ 51 ]                      |
| Crazy Mouse                                              | Spinning Coaster                  | Azur Park                                             | France         | 2017                           | Operating | [ 52 ]                      |
| Crazy Coaster                                            | Spinning Coaster                  | South Pier Arcadia City Plopsaland De Panne           | United Kingdom | 2018 2014 to 2017 2009 to 2010 | Operating | [ 53 ] [ 54 ] [ 55 ]        |
| Ice Mountain Formerly Magic Mouse Formerly Fantasy Mouse | Spinning Coaster                  | Fantasy Island Dreamland Fantasy Island               | United Kingdom | 2018 2017 to 2018 2000 to 2016 | Operating | [ 56 ] [ 57 ] [ 58 ] [ 59 ] |
| Pierre de Tonnerre                                       | Junior Spinning Coaster           | Parc du Petit Prince                                  | France         | 2019                           | Operating | [ 60 ]                      |
| Wild Mouse                                               | Compact Spinning Coaster          | Barry Island Pleasure Park                            | United Kingdom | 2019                           | (no)      | [ 61 ]                      |
| €uro-Coaster                                             | Gliding Coaster                   | Wiener Prater                                         | Austria        | 2020                           | (no)      | [ 62 ]                      |
| Mouse Coaster                                            | Spinning Coaster                  | Magic World (France)                                  | France         | 2020                           | Operating | [ 63 ]                      |
| Ratón Vacilón con Gato Comilón                           | Spinning Coaster                  | Tivoli World                                          | Spain          | 2020                           | (no)      | [ 64 ]                      |
| Dingo Racer                                              | Spinning Coaster - Second Version | Aussie World                                          | Australia      | 2022                           | Operating | [ 65 ]                      |
| Unknown Formerly Ratón Loco                              | Spinning Coaster                  | Avonturenpark Hellendoorn La Feria Chapultepec Magico | Netherlands    | 2023 1999 to 2019              | (no)      | [ 66 ] [ 67 ]               |